# Твоя душа не чує
«Твоя душа не чує» (тур. Ruhun Duymaz) — турецький телесеріал 2023 року у жанрі романтичної комедії та створений компанією O3 Medya. В головних ролях — Бурджу Озберк, Шюкрю Озйілдиз. Перша серія вийшла в ефір 24 липня 2023 року. Серіал має 1 сезон. Завершився 9-м епізодом, який вийшов у ефір 23 вересня 2023 року.

## Сюжет
Сюжет обертається довкола банди, яка займається контрабандою золота. Дживан Корал стоїть на чолі цього угруповання. Він займається організацією облав і намагається сплавити хороші партії дорогоцінного металу за найвигіднішою ціною. З іншого боку сюжету виявляється Онур Карасу. Ця людина працює у державній розвідці, займаючись забезпеченням безпеки батьківщини. Він впроваджується до загону Корала, щоб зруйнувати його зсередини та вивідати усі секрети злочинних махінацій.

## Актори та персонажі
| Актор          | Роль          |
| -------------- | ------------- |
| Бурджу Озберк  | Едже Четінель |
| Шюкрю Озйілдиз | Онур Карасу   |
| Тугрул Тюлек   | Дживан Корал  |
| Асли Сюмен     | Хілал Корал   |
| Шехсувар Акташ | Муфіт         |
| Зухал Генджер  | Хандан Корал  |
| Улькю Дуру     | Айла          |

## Сезони
| Сезон | Епізоди | Епізоди | Оригінальний показ | Оригінальний показ | Оригінальний показ |
| Сезон | Епізоди | Епізоди | Перший показ       | Останній показ     | Мережа             |
| ----- | ------- | ------- | ------------------ | ------------------ | ------------------ |
| 1     | 9       | 9       | 24 липня 2023      | 23 вересня 2023    | FOX                |

## Рейтинги серій

### Сезон 1 (2023)
| Серія      | Рейтинг (TOTAL) | Рейтинг (AB) | Рейтинг (ABC1) |
| ---------- | --------------- | ------------ | -------------- |
| 1.         | 2.67            | 2.13         | 2.86           |
| 2.         | 2.54            | 2.12         | 2.53           |
| 3.         | 2.43            | 2.09         | 1,89           |
| 4.         | 2.39            | 1.54         | 1.76           |
| 5.         | 2.16            | 1,80         | 1,99           |
| 6.         | 2.60            | 1,85         | 2.60           |
| 7.         | 1.47            | 1.21         | 1.10           |
| 8.         | 1.31            | 1.08         | 1.20           |
| 9. (фінал) | 0,65            | 0,64         | 0,64           |

## Нагороди
| Рік  | Премія                       | Категорія                               | Номінант                      | Результат |
| ---- | ---------------------------- | --------------------------------------- | ----------------------------- | --------- |
| 2023 | 49. Премія «Золотий метелик» | Найкращий романтичний комедійний серіал | Твоя душа не чує              | Номінація |
| 2023 | 49. Премія «Золотий метелик» | Найкраща акторка романтичної комедії    | Бурджу Озберк                 | Номінація |
| 2023 | 49. Премія «Золотий метелик» | Найкращий актор романтичної комедії     | Шюкрю Озйілдиз                | Номінація |
| 2023 | 49. Премія «Золотий метелик» | Найкраща пара серіалу                   | Бурджу Озберк, Шюкрю Озйілдиз | Номінація |